# Бамму, Ясин
Яси́н Бамму́ (араб. ياسين بامو‎; фр. Yacine Bammou; родился 9 ноября 1991, Париж, Франция) — марокканский футболист, нападающий клуба «Гуанси Пинго Халяо». Бывший игрок сборной Марокко.

## Клубная карьера
Бамму начал карьеру в клубе «Эври». По окончании сезона он покинул команду и перешёл в «Нант». В начале он выступал за дублёров, а в 2014 году для получения игровой практики перешёл в «Люсон» на правах аренды. Летом Ясин вернулся в «Нант» и был включён в заявку на сезон. 9 августа в матче против «Ланса» он дебютировал в Лиге 1. В этом же поединке Бамму забил свой первый гол за «канареек». Летом 2018 года Ясин перешёл в «Кан», с которым заключил четырёхлетний контракт. Сумма трансфера составила от 2 до 2,5 млн евро.

## Международная карьера
28 марта 2015 года в товарищеском матче против сборной Уругвая Бамму дебютировал за сборную Марокко. 12 ноября в отборочном поединке чемпионата мира 2018 против сборной Экваториальной Гвинеи Ясин забил свой первый гол за национальную команду.

### Голы за сборную Марокко
| #   | Дата           | Место                       | Противник             | Результат | Счет | Соревнование                     |
| --- | -------------- | --------------------------- | --------------------- | --------- | ---- | -------------------------------- |
| 01. | 12 ноября 2015 | Стад Адрар, Агадир, Марокко | Экваториальная Гвинея | 2:0       | 2:0  | Чемпионат мира 2018 квалификация |